# Montedoglio

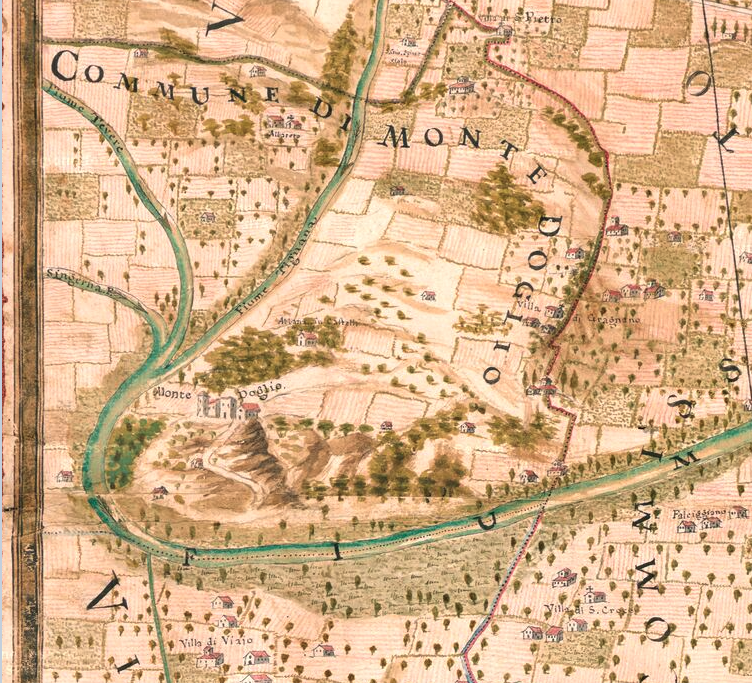
Dettaglio della mappa del Capitanato e Territorio della Città di Borgo S. Sepolcro, 1731 (ASFI, Miscellanea di piante, 233)

Montedoglio è una località della Toscana il cui territorio è oggi in parte occupato dall'invaso artificiale detto lago di Montedoglio e che, con l'omonimo castello distrutto durante la seconda guerra mondiale, fu per secoli capoluogo di contea.

## Storia
Il castello di Montedoglio, che in origine si chiamò Castiglion Fatalbecco e poi Montedoro, forse dal color bronzo del gabbro del poggio, era ubicato circa 7 chilometri a nord ovest di Sansepolcro. Nell'XI secolo apparteneva a Ranieri di Galbino, i cui discendenti all'inizio del secolo successivo donarono la giurisdizione all'abate dell'eremo di Camaldoli, divenendone feudatari. Tale rapporto tra i conti di Montedoglio e Galbino e il maggiore di Camaldoli è confermato da documenti del 1199 e del 1266. Nel corso del XIV secolo i rapporti di parentela tra i conti di Montedoglio e i Tarlati di Pietramala portarono il feudo sotto il controllo di questi ultimi, che tramite il vescovo Guido e suo fratello Pier Saccone erano ormai i signori di Arezzo, Sansepolcro, Città di Castello e di vari castelli della Massa Trabaria. Con il ritorno nel 1384 di Arezzo sotto il controllo della Signoria di Firenze, anche i signori di Montedoglio passarono sotto la tutela fiorentina. Un inventario del castello redatto nel 1434 - al tempo della morte del conte Prinzivalle - restituisce l'apparenza del castello, i suoi arredamenti e le proprietà controllate dai Montedoglio nelle campagne circostanti. Il controllo di Firenze si consolidò alla fine del XV secolo con l'estinzione del ramo maschile della famiglia. Successivamente il feudo fu appannaggio, ciascuno per un terzo, di membri delle famiglie dei della Stufa, dei Gonzaga e degli Schianteschi di Borgo San Sepolcro. Passò poi per intero a questi ultimi, che si imparentarono con i Cantagallina e ressero il castello fino all'estinzione della famiglia nel 1797, quando il castello e il suo distretto furono riuniti al Granducato di Toscana e compresi nel comune di Sansepolcro.
Annessa al castello vi era la chiesa di San Martino, la cui parrocchia nel 1551 contava 519 abitanti, scesi nel 1745 a 83 e nel 1833 a 96.